# Râul Știrbeț
Râul Știrbeț este un curs de apă, afluent al râului Ploștina. 